# Tyromyces merrittii
Tyromyces merrittii är en svampart som beskrevs av Murrill 1908. Tyromyces merrittii ingår i släktet Tyromyces och familjen Polyporaceae.   Inga underarter finns listade i Catalogue of Life.